# Joan Valent
Joan Valent (Palma de Mallorca, 8 de julio de 1964) es un músico mallorquín. Director de orquesta, compositor e intérprete.
Es el único español vivo que publica la compañía de música clásica Deutsche Grammophon. Ha compuesto música para varias películas con directores como Álex de la Iglesia, Antonio Chavarrías, Agustí Villaronga, Sigfrid Monleón o el documental ¿Cuánto pesa su edificio Sr. Foster? Actual director del Festival de Música de Pollensa, es autor del Himno oficial del Gobierno de las Islas Baleares

## Biografía
Estudió violoncelo, piano, análisis, composición y dirección primero en Palma de Mallorca y más tarde en Barcelona, con Carles Guinovart, Joan Guinjoan y David Padrós.
Se trasladó a Los Ángeles (California, EUA), donde estudió composición clásica, Film Scoring y dirección de orquesta en la Universidad de Los Ángeles (UCLA).
Desde 1996 vive en Madrid, donde fundó el grupo Ars Ensemble, con el que ha acompañado a artistas como David Byrne.
Ha sido arreglista y compositor sinfónico con diversos artistas y géneros como Julieta Venegas, Luis Eduardo Aute, Luz Casal, Pedro Guerra, Tam Tam Go, Stephan Micus, Bunbury, Los Panchos, Suso Saiz, Maria del Mar Bonet, Montserrat Caballé o Joan Manuel Serrat.
Fue nombrado "artista del año en 2011" por el gobierno regional de las Islas baleares.

## Discografía
- 2000 Ars (Iberautor)
- 2002 Ensems (World Muxxic)
- 2007 Insula poética
- 2011 Kaiassa
- 2019 Poetic logbook

## Filmografía
- Súper agentes en Mallorca (M. A. Merino, dir)
- 1998 Delirios de amor (Antoni Capellá, dir -Episodio "Es solo un juego")
- 1998 El conductor (Jorge Carrasco, dir)
- 1998 Mararía (Antonio Betancor, dir)
- 1998 El viaje de Arián (Eduard Bosch, dir)
- 2000 Demasiado amor (Ernesto Rimoch, dir)
- 2001 Marujas asesinas (Javier Rebollo, dir)
- 2002 Cásate conmigo, Maribel (Ángel Blasco, dir)
- 2006 La caja (Juan Carlos Falcón)
- 2004 ¡Hay motivo! -film colectivo
- 2005 - Pablo G. del Amo, un montador de ilusiones
- 2007 La bicicleta (Sigfrid Monleón)
- 2007 El último truco (Sigfrid Monleón)
- 2008 El viaje vertical (Ona Planas)
- 2008 Serrallonga (Esteve Rovira)
- 2009 El cónsul de Sodoma (Sigfrid Monleón)
- 2010 How much does your building weigh, Mr. Foster? (Norberto López Amado y Carlos Carcas, dir)
- 2011 La chispa de la vida (Álex de la Iglesia)
- 2011 Ciudadano Negrín (Sigfrid Monleón)
- 2012 Dictado (Antonio Chavarrías)
- 2012 Carta a Eva (Agustín Villaronga)
- 2013 El cosmonauta (Nicolás Alcalá)
- 2013 Presentimientos (Santiago Tabernero)
- 2013 Las brujas de Zugarramurdi (Álex de la Iglesia)
- 2014 Birdman (Alejandro González Iñárritu)
- 2014 Messi (Álex de la Iglesia)
- 2014 Mas negro que la noche (Henry Bedwell)
- 2014 Musarañas (Juanfer Andrés) y (Esteban Roel)
- 2015 Mi gran noche (Álex de la Iglesia)
- 2015 El rey de La Habana (Agustí Villaronga)
- 2017 El bar (Álex de la Iglesia)

## Obras
- Mort a la paraula, para piano, violín, clarinete y mezzosoprano (1987)
- Proporcions Litogràfiques, cuarteto de cuerda
- Peça per a orquestra
- Wind Dancers, para orquesta
- Quartets de corda 1.er i 2n
- Lacrimae, dúo de chelos
- Kosé, para violoncelo
- Passio et Mors, para orquesta
- Quartets 3.er, 4rt, 5è para cuarteto de cuerda
- Metallum Ballenae para seis percusionistas sinfònicos
- Neptú i l'infant no nat Solo percusión + electrónica
- Escapar del siglo Soprano, narrador y orquesta (1993)
- Deposits Cuatro cuartetos + electròóica
- Desideratum Orquesta de cuerda
- Hastula Regia Voces, percusión y cuerda
- In Memoriam Steel Drum + cuerda
- Europa para violín solo
- String Islands Orquesta de cuerda
- Sarriá Voz + cuerda
- L'Evangeli segons un de Tants Orquesta + coros + solistas
- Mort d'un poeta Concierto para chelo
- Hombres Caballos y toros Percusión, voz y cuerda
- Concierto para timple y orquesta
- Suite de Mararía Orquesta
- Música para el espectáculo de danza Troya Siglo XXI
- Música institucional del Gobierno de las Islas Baleares (2008)
- Quatre estacions a Mallorca (Concierto Violín y orquesta)
- Pangaea (Orquesta de cuerda)
- Kli (Arpa y flauta)
- Cantata Académica (Coro y Orquesta)
- Missa Ruris (Coro, soprano y Orquesta)
- Angelus (Coro)
- Foster Sympnomy (Orquesta)
- Canço dels Adeus (Tenor, orquesta)
- Ballade des Pendus (Tenor, orquesta)
- Kaiassa (Piano, orquesta de cuerda)
- Melodica Cega (Orquesta de cuerda)